# Epinephelus stoliczkae
Epinephelus stoliczkae är en fiskart som först beskrevs av Day, 1875.  Epinephelus stoliczkae ingår i släktet Epinephelus och familjen havsabborrfiskar. IUCN kategoriserar arten globalt som otillräckligt studerad. Inga underarter finns listade i Catalogue of Life.